# بطولة ويمبلدون 1931
قائمة ببطولات ويمبلدون لسنة 1931:

## فردي رجال
سيدني وود هزم  فرانك شايلدز . النتيجة: فاز/خسر

## فردي سيدات
سيلي أوسيم هزمت  هايلد كروانكل سبيرلنغ. النتيجة: 6-2, 7-5